# Intergruppenkonflikt
Intergruppenkonflikt (von lat. inter „zwischen“ und confligere „kämpfen“) ist die Bezeichnung für einen Konflikt, der zwischen verschiedenen sozialen Gruppen auftritt, im Unterschied zu Intragruppenkonflikten, die sich auf die Konflikte innerhalb einer Gruppe beziehen.

## Konfliktarten
In der Konfliktforschung werden mehrere Arten unterschieden:
- Verteilungskonflikt: Die Ziele der Parteien sind gleich, aber stehen sich unvereinbar gegenüber
- Zielkonflikt: Aufgrund unterschiedlicher Bewertung resultieren unterschiedliche Ziele
- Beurteilungskonflikt: Die Wege zur Zielerreichung unterscheiden sich
- Rollenkonflikt: Widersprüchlich empfundene Rollen
- Machtkonflikt: Als ungleich empfundene Machtverteilung
- Informationskonflikt: Unterschiedliche Information
- Wertkonflikt: Unterschiedliche Wertvorstellung und Werthaltung

Die Intergruppenkonflikte können unterschiedliche Ursachen haben:
- Ressourcenknappheit – Finanzen, Informationen
- Ungleichgewicht der gegenseitigen Abhängigkeit – eine Gruppe ist zu sehr von der anderen Gruppe abhängig
- Hohe Dominanz einer Gruppe – Vorgesetzte/Untergebene
- Konkurrierende Ziele, Interessen – Management/Betriebsrat
- Unterschiede in der Wahrnehmung
- Benachbarte Gruppen arbeiten nach unterschiedlichen Regeln – andere Arbeitszeit, Qualitätskontrolle
- Kompetenzüberschneidungen – Matrixorganisationen
- Reorganisationsmaßnahmen – Fusion, Personalabbau

## Faktoren

### Vorurteile als Persönlichkeitsmerkmal
Vorurteile sind in der Regel negative Einstellungen gegenüber allen oder den meisten Mitgliedern einer anderen Gruppe. Eine mögliche Folge könnte die Feindseligkeit gegenüber anderen Gruppen sein.

### Sündenbocktheorie
Carl I. Hovland und Robert Sears beobachteten einen starken Zusammenhang zwischen der Verschlechterung der Wirtschaftslage und den Fällen von Lynchjustiz. Aufgrund dieser Beobachtung entwickelten sie die Frustrations-Aggressions-Hypothese. Diese besagt, dass die Aggressionen sich meist nicht gegen den wirklichen Ausgangspunkt richten, sondern auf leicht zugängliche Ziele umgelenkt werden. Das können oft Mitglieder einer anderen Gruppe sein. Dies kann wiederum zu Intergruppenkonflikten führen. Dieser Zusammenhang konnte allerdings nie empirisch nachgewiesen werden. Außerdem muss die Frustration nicht zwingend zum Ausbruch der Aggression führen. Auch die Annahme, dass das Intergruppenverhalten hauptsächlich durch Emotionen bestimmt wird, ist nicht plausibel.

### Zielkonflikte
Geht ein Ziel zu Lasten einer anderen Person oder Gruppe, so wird die Gruppe auch allein dieses Ziel, unabhängig von der anderen Gruppe, versuchen durchzusetzen. Als Beispiel können die Verhandlungen von Arbeitgebern und Arbeitnehmern genommen werden, wenn es darum geht, das Gehalt oder den Lohn zu erhöhen.

### Theorie von Şerif
Muzafer Sherifs „Realistic Conflict Theory“ beschreibt, wie Intergruppenkonflikte entstehen, wenn Gruppen um knappe Ressourcen konkurrieren. Diese Theorie basiert auf dem Konzept „objektiver Interessen“. Konflikte zwischen Gruppen resultieren demzufolge nicht nur aus Vorurteilen, sondern auch aus tatsächlichen Interessenkollisionen. Dies verdeutlichte Sherif in seinem berühmten Robber's-Cave-Experiment, bei dem er zeigte, dass Konflikte intensiver werden, wenn Personen aus Fremdgruppen als Konkurrenten wahrgenommen werden. In diesem Experiment führte die Trennung von Teilnehmern eines Ferienlagers in zwei Gruppen, die gegeneinander antreten mussten, zu starken Feindseligkeiten und Stereotypen, die sich abmilderten, als gemeinsame Ziele eingeführt wurden, die eine Kooperation erforderlich machten. Die Ergebnisse des Robbers-Cave-Experiments lassen sich mit der „Integrated Threat Theory“ von Stephan, Diaz-Loving und Duran vergleichen, die aufzeigt, dass Bedrohungen wie der Wettbewerb um Ressourcen negative Einstellungen und Vorurteile verstärken können.

### Theorie der sozialen Identität von Tajfel und Turner (1986)
Aufbauend auf der Theorie von Sherif entwickelten Henri Tajfel und John C. Turner die Theorie der sozialen Identität, die ebenfalls das Entstehen von Intergruppenkonflikten beleuchtet. Grundlage dieser Theorie ist die Annahme, dass Individuen nach einer positiven sozialen Identität streben. Das heißt, dass die Gruppe, zu der sie sich zugehörig fühlen oder der sie zugeschrieben werden im Vergleich mit relevanten Fremdgruppen ein möglichst hohes Prestige haben soll. Das soziale Zugehörigkeitsgefühl wird manifestiert durch die Aufwertung und Bevorzugung der Eigengruppe und durch die bewusste Abgrenzung zu Eigenschaften der Fremdgruppe und Benachteiligung ihrer Angehörigen. Konflikte zwischen den Gruppen entstehen vor allem, wenn bestimmte Ressourcen (Macht, Wohlstand, Ansehen) umstritten sind.

### Verzerrte Wahrnehmung
Die (Selbst-)Wahrnehmung einer Gruppe unterliegt verschiedenen Einflüssen, denen sich ein jeder nur schwer widersetzen kann. Insbesondere in Intergruppenkonflikten, also in bereits bestehenden Konfliktsituationen, kommt es zu einer verzerrten Wahrnehmung. Hier lassen sich nach Forsyth verschiedene Kernvorurteile festmachen:
- Ingroup-Heterogenität – Die Selbstwahrnehmung findet als Individuen statt. Die ganze Gruppe erscheint diversifiziert und komplex.
- Outgroup-Homogenität – Die rivalisierende bzw. konkurrierende Gruppe erscheint aus der subjektiven Konkurrenzgruppensicht homogen – z. B. im Verhalten und Auftreten.
- Linguistik – Das Verhalten der konkurrierenden Gruppe wird anders kommuniziert, als das eigene. Gleiche Handlungen können in diesem Fall z. B. negativer dargestellt werden.
- Law of smaller numbers – Das Verhalten und bestimmte Eigenschaften einzelner Mitglieder werden auf die ganze Gruppe übertragen.
- Bild der Vorurteile – Vorurteile und falsche Rückschlüsse tragen zu einem falschen Bild der Outgroup bei.
- Gruppenmeinung – Die Meinung der Gruppe wird auf die einzelnen Mitglieder übertragen, unabhängig davon, wie sie zustande gekommen sind. Werden diese Vorurteile angesprochen und Gegenstand der professionellen Konfliktreduktion, lassen sich Konflikte einfacher verstehen und Auslöser aber auch Verstärker festmachen.

## Konfliktmanagement

### Kontakthypothese
Die Kontakthypothese nach Gordon Allport besagt, dass durch Kontakt von Mitgliedern unterschiedlicher Gruppen Vorurteile und Feindseligkeiten abgebaut werden. Dieser Effekt ist aber an die Bedingung geknüpft, dass der Kontakt nur mit der Verbindung von Kooperation stattfindet.
Es wurden bisher besonders gute Beobachtungen der Konfliktreduktion gemacht, wenn es positivere Intergruppeneinstellungen gibt und der Kontakt mit typischen Fremdgruppenmitgliedern zustande kommt.
Zudem haben Wissenschaftler herausgefunden, dass die Kontakthypothese zu positiveren Intergruppeneinstellungen führt, wenn der Kontakt zwischen Mitgliedern verschiedener Gruppen zustande kommt, die als typisch für ihre Gruppe angesehen werden.
Die Kritik an der Kontakthypothese folgt aus demselben Argument des Grundgedankens der Hypothese: Wenn Intergruppenkontakte einen Einstellungswandel erlauben, dann lassen sich im Prinzip sowohl positive als auch negative Einstellungen generalisieren, was bedeutet, dass durch Kontakt auch die Situation verschlechtert werden könnte, wenn die kooperative Begegnung fehlschlägt.

### Erweiterter Kontakteffekt
Eine neue Weiterentwicklung der Kontakthypothese mit dem Namen „Erweiterte Kontakteffekt“ sagt aus, dass, wenn einem Gruppenmitglied bekannt ist, dass die übrigen Gruppenmitglieder eine Freundschaft zu den Fremdgruppenmitgliedern pflegen, das dazu beitragen kann, dass Vorurteile gegenüber der Fremdgruppe abgebaut werden. Eine Erklärung für dieses Verhalten liegt darin, dass die eigenen Gruppenmitglieder als Vorbilder angesehen werden und normative Informationen darüber liefern, wie sie sich verhalten sollten.
Beispiele für die Kontakthypothese:
- Runder Tisch
- Workshops
- Integrativer Unterricht
- soziale Wohnprojekte

Die Kontakthypothese ist unter geeigneten Bedingungen erfolgreich. Dabei wird zwischen fünf Kriterien unterschieden. Zum einen ist es sinnvoll, dass Mitglieder der verschiedenen Gruppen Kooperation zulassen und bereit sind, gemeinsam an einem Ziel kooperativ zu arbeiten.
Des Weiteren wird als grundlegend angesehen, dass die Individuen einem gleichen Status angehören und aus diesem Grunde ca. gleichermaßen befugt und gleichberechtigt sind, um auf diese Art und Weise Konflikte gemeinsam abzubauen.
Zudem sollte die Situation des Kontakts so ausgelegt sein, dass nicht nur oberflächliche Kontakte gefördert werden, sondern diese tiefgründig angelegt sind.
Insgesamt sollte in der Situation eine freundliche und hilfsbereite Stimmung herrschen. Dazu kommt außerdem, dass Konflikte am besten durch Kontakte beglichen werden können, wenn der Kontakt bzw. die gemeinsame Aktivität zu einem Erfolg führt.

### Konfliktreduktion durch Revision der Kategoriengrenzen
Die soziale Kategorisierung trägt mit dazu bei, dass diskriminierendes Verhalten und Urteile ausgelöst werden.
Auf Grundlage dessen sollen Konflikte reduziert werden, indem sich Mitglieder verschiedener Gruppen dahingehend umdefinieren, dass sie einer einzigen, übergeordneten Kategorie angehören und so die vorherigen Fremdgruppenmitglieder als Mitglieder der eigenen Gruppe betrachtet werden. Dabei zeigte sich, dass die Beurteilung einer einzigen Gruppe besser war als die Beurteilung der vorherigen Fremdgruppe.
Eine weitere Möglichkeit, Konflikte zu reduzieren, ist, soziale Kategorien so zu arrangieren, dass sie sich überschneiden. Die Grundregel der Kategorisierung besagt, dass die Diskriminierung in solchen überkreuzten Situationen gegenüber den ursprünglichen Kategorien abnimmt.